# Entremont-le-Vieux
Entremont-le-Vieux és un municipi francès situat al departament de la Savoia i a la regió d'Alvèrnia-Roine-Alps. L'any 2007 tenia 582 habitants.

## Demografia

### Població
El 2007 la població de fet d'Entremont-le-Vieux era de 582 persones. Hi havia 240 famílies de les quals 96 eren unipersonals (64 homes vivint sols i 32 dones vivint soles), 64 parelles sense fills, 72 parelles amb fills i 8 famílies monoparentals amb fills.
La població ha evolucionat segons el següent gràfic:
Habitants censats

### Habitatges
El 2007 hi havia 501 habitatges, 260 eren l'habitatge principal de la família, 221 eren segones residències i 20 estaven desocupats. 425 eren cases i 57 eren apartaments. Dels 260 habitatges principals, 196 estaven ocupats pels seus propietaris, 50 estaven llogats i ocupats pels llogaters i 14 estaven cedits a títol gratuït; 5 tenien una cambra, 18 en tenien dues, 37 en tenien tres, 63 en tenien quatre i 137 en tenien cinc o més. 175 habitatges disposaven pel capbaix d'una plaça de pàrquing. A 130 habitatges hi havia un automòbil i a 90 n'hi havia dos o més.

### Piràmide de població
La piràmide de població per edats i sexe el 2009 era:
| Homes | Edats   | Dones |
| ----- | ------- | ----- |
| 0     | 95 o +  | 2     |
| 1     | 90 a 94 | 1     |
| 4     | 85 a 89 | 7     |
| 2     | 80 a 84 | 5     |
| 12    | 75 a 79 | 18    |
| 17    | 70 a 74 | 18    |
| 15    | 65 a 69 | 11    |
| 12    | 60 a 64 | 8     |
| 18    | 55 a 59 | 14    |
| 15    | 50 a 54 | 16    |
| 22    | 45 a 49 | 13    |
| 22    | 40 a 44 | 19    |
| 22    | 35 a 39 | 16    |
| 19    | 30 a 34 | 16    |
| 20    | 25 a 29 | 16    |
| 10    | 20 a 24 | 9     |
| 15    | 15 a 19 | 15    |
| 12    | 10 a 14 | 21    |
| 16    | 5 a 9   | 13    |
| 13    | 0 a 4   | 13    |

## Economia
El 2007 la població en edat de treballar era de 378 persones, 287 eren actives i 91 eren inactives. De les 287 persones actives 267 estaven ocupades (150 homes i 117 dones) i 20 estaven aturades (11 homes i 9 dones). De les 91 persones inactives 42 estaven jubilades, 21 estaven estudiant i 28 estaven classificades com a «altres inactius».

### Ingressos
El 2009 a Entremont-le-Vieux hi havia 266 unitats fiscals que integraven 598,5 persones, la mediana anual d'ingressos fiscals per persona era de 17.214 €.

### Activitats econòmiques
Dels 29 establiments que hi havia el 2007, 2 eren d'empreses alimentàries, 3 d'empreses de fabricació d'altres productes industrials, 8 d'empreses de construcció, 3 d'empreses de comerç i reparació d'automòbils, 1 d'una empresa de transport, 6 d'empreses d'hostatgeria i restauració, 1 d'una empresa financera, 1 d'una empresa de serveis i 4 d'entitats de l'administració pública.
Dels 8 establiments de servei als particulars que hi havia el 2009, 4 eren fusteries, 2 electricistes, 1 empresa de construcció i 1 restaurant.
L'únic establiment comercial que hi havia el 2009 era una fleca.
L'any 2000 a Entremont-le-Vieux hi havia 37 explotacions agrícoles que ocupaven un total de 742 hectàrees.

## Equipaments sanitaris i escolars
El 2009 hi havia una escola elemental.

## Poblacions més properes
El següent diagrama mostra les poblacions més properes.